# Eugeni Cortade
Eugeni Cortade (Cotlliure, 1931 - Arles, 2001) fou un escriptor i capellà nord-català. Molt actiu en la defensa del català, va ser mantenidor dels Jocs Florals de la Ginesta d'Or i del Felibritge, així com membre fundador del GREC i director de la revista Sant Joan i Barres, tot i que més tard es passà a l'Institut Rossellonès d'Estudis Catalans.

## Obres
- Cotlliure marítim (1967)
- Catalunya i la Gran Guerra (1969),
- La restauration de l'abbaye de Saint-Martin-du-Canigou par Mgr de Carsalade du Pont (1972)
- Retables baroques du Roussillon (1973)
- Pézilla-la-Rivière (1975)
- L'Église de Collioure (1979).